# Josep Font de Rubinat
Josep Font de Rubinat (Reus, 9 d'octubre de 1876 - Barcelona, 31 de març de 1933) va ser un militar català.
Fill de Felip Font Trullàs, advocat i polític i germà del bibliòfil catalanista Pau Font de Rubinat, va estudiar Dret a la Universitat de Barcelona i el 1896 va ingressar a l'Acadèmia d'Artilleria de Segòvia. El 1908 va ser nomenat capità i s'especialitzà en temes d'enginyeria dins de la indústria militar. Va ser enviat a visitar diverses fàbriques d'armes a l'estat espanyol i a l'estranger per tal de perfeccionar coneixements. No va participar en accions de guerra, i el 1928 va ser ascendit a tinent coronel quan per edat li hauria tocat ser coronel.
El 1912 va ser nomenat advocat defensor en un consell de guerra contra el director del periòdic El Progreso, i segons la premsa de l'època en va fer una defensa brillantíssima. El 1931 col·laborà breument amb el general Berenguer, ja des de la reserva. No va tenir destins fora de Catalunya, a excepció d'un període de tres anys a l'illa de Menorca. Es va casar el 1907 amb Trinitat de Veciero Sisteré. Estava en possessió de diverses condecoracions militars espanyoles.